# 東芝情報システム
東芝情報システム株式会社（とうしばじょうほうシステム）は、神奈川県川崎市川崎区に本社を置く東芝グループのシステムインテグレーター（メーカー系）である。主に組み込みシステムに関する事業を展開している。2018年、株式の20%をデンソーに売却することが発表された。

## 歴史
- 1962年（昭和37年）- 日本ビジネスオートメーション株式会社として設立[4]。
- 1968年（昭和43年）- 東芝の関連会社となる[4]。
- 1991年（平成3年）- 関連会社6社と合併し、現商号に変更[4]。
- 2015年（平成27年）- 子会社の東芝情報システムテクノロジー株式会社を統合[4]。
- 2018年（平成30年）- 発行済株式総数のうち20%をデンソーが取得。
- 2020年（令和2年）- 保有していた東芝情報システムプロダクツ及び東芝オフィスメイトの全株式をUTグループへ譲渡[5][6]。
- 2021年（令和3年）- システムインテグレーション事業を東芝デジタルエンジニアリング株式会社（九州東芝エンジニアリングが日本システムを吸収合併し商号変更）に移し、組込みソリューション部門（一部除く）を東芝デジタルソリューションズから継承[7]。